# Cititorul (roman)
Cititorul (în germană Der Vorleser) este un roman al profesorului de drept și judecătorului german Bernhard Schlink, publicat în Germania în 1995 și în Statele Unite în 1997. Povestea este o parabolă, care prezintă dificultățile generațiilor germane de după război în a înțelege semnificația Holocaustului; Ruth Franklin scrie că a fost îndreptat în mod special către generația Bertolt Brecht numită Nachgeborenen, adică cei care au venit după. Ca și alte romane din genul Vergangenheitsbewältigung, lupta de a se împăca cu trecutul, Cititorul explorează modalități în care generațiile postbelice ar trebui să se poarte față de generația care a luat parte la atrocități sau a asistat la acestea. Acestea sunt întrebările din centrul literaturii despre Holocaust la sfârșitul secolului al XX-lea și începutul secolului al XXI-lea, pe măsură ce victimele și martorii mor și memoria vie se estompează.
Cartea lui Schlink a fost bine primită în țara sa natală și în alte părți, câștigând mai multe premii. Der Spiegel a scris că a fost unul dintre cele mai mari triumfuri ale literaturii germane de la Toba de tinichea de Günter Grass. S-a vândut în 500.000 de exemplare în Germania și a fost clasată pe locul 14 între cele 100 de cărți preferate ale cititorilor germani într-un sondaj de televiziune din 2007. A câștigat premiul german „Hans Fallada” în 1998 și a devenit prima carte germană în topul celor mai bine vândute cărți din The New York Times.
A fost tradus în 45 de limbi diferite și a fost inclus în programele de învățământ ale cursurilor la nivel de colegiu în literatura Holocaustului și limba germană și literatura germană. A fost adaptat de David Hare în filmul cu același nume din 2008 regizat de Stephen Daldry; filmul a fost nominalizat la cinci premii Oscar, cu Kate Winslet câștigătoare pentru rolul Hannei Schmitz.

## Personaje
- Michael Berg, un bărbat german care este înfățișat prima dată ca un băiat de 15 ani și care este prezentat în anumite etape din viața sa; în special, când este cercetător în istoria juridică, divorțat și cu o fiică, Julia. La fel ca mulți din generația sa, se luptă să se împace cu istoria recentă a țării sale.
- Hanna Schmitz, fost gardian la Auschwitz. Are 36 de ani, este analfabetă și lucrează ca vatman în Neustadt când îl întâlnește prima dată pe Michael, atunci în vârstă de 15 ani. Ea ocupă o poziție dominantă în relația lor.
- Sophie, o prietenă de-a lui Michael când este la școală și de care probabil este îndrăgostit. Ea este prima persoană căreia îi spune despre Hanna. Când începe prietenia lor, el o „trădează” pe Hanna negând relația cu ea și scurtând timpul petrecut împreună pentru a fi cu Sophie și ceilalți prieteni ai lui.
- Tatăl lui Michael, profesor de filosofie, specializat în Kant și Hegel. În epoca nazistă și-a pierdut slujba pentru că a ținut o prelegere despre Spinoza și a fost nevoit să se întrețină pe sine și familia sa scriind ghiduri pentru drumeții. Este extrem de formal, iar copiii săi trebuie să-și facă programare pentru a-l vedea. Este rigid din punct de vedere emoțional și nu își exprimă cu ușurință emoțiile în fața lui Michael sau a celor trei frați ai săi, ceea ce exacerbează dificultățile pe care Hanna i le creează lui Michael. În momentul în care Michael povestește întâmplările din carte, tatăl său era mort.
- Mama lui Michael, o apariție pasageră. Michael are amintiri frumoase despre cum îl răsfăța ea în copilărie, sentiment readus la viață prin relația cu Hanna. Un psihanalist îi spune că ar trebui să analizeze mai profund efectul mamei sale asupra lui, din moment ce ea abia este menționată în narațiunea vieții lui.
- Femeia evreică, cea care a scris despre cum a supraviețuit marșului morții de la Auschwitz. Ea locuiește în New York City când Michael o vizitează aproape de sfârșitul poveștii, suferind încă din cauza pierderii propriei familii.

## Rezumat

### Partea I
Povestea este spusă în trei părți de personajul principal, Michael Berg. Fiecare parte are loc într-o perioadă de timp diferită din trecut. Partea I începe într-un oraș din Germania de Vest în 1958. După ce Michael, în vârstă de 15 ani, se îmbolnăvește în drum spre casă, Hanna Schmitz, vatman, în vârstă de 36 de ani, îl vede, îl îngrijește și îl conduce până acasă. În următoarele trei luni el lipsește de la școală, fiind bolnav de hepatită. O vizitează pe Hanna pentru a-i mulțumi pentru ajutor și își dă seama că este atras de ea. Rușinat după ce ea îl surprinde privind-o cum se îmbracă, Michael fuge, dar se întoarce câteva zile mai târziu. După ce Hanna îi cere să aducă niște cărbune din pivnița ei, este plin de praf de cărbune, iar ea îl privește cum se scaldă și îl seduce. El se întoarce cu nerăbdare în apartamentul ei în mod regulat și încep o relație pasională. Cei doi își fac un obicei din a face baie și apoi sex, înaintea căreia ea îl pune frecvent să-i citească cu voce tare, în special literatură clasică, cum ar fi Odiseea și Doamna cu câinele de Cehov. În ciuda apropierii fizice, ei rămân tot înstrăinați unul de celălalt din punct de vedere emoțional. Uneori Hanna este abuzivă fizic și verbal față de Michael. La câteva luni de relație, ea dispare brusc fără urmă. Distanța dintre ei a tot crescut pe măsură ce Michael petrecea mai mult timp cu prietenii lui de la școală; se simte vinovat și crede că a plecat din cauza lui. Amintirea ei va umbri toate celelalte relații ale lui cu femeile.

### Partea a II-a
Șase ani mai târziu, în timp ce urmează cursurile facultății de drept, Michael face parte dintr-un grup de studenți care asistă la un proces pentru crime de război. Un grup de femei de vârstă mijlocie care au fost gardieni SS la un lagăr din Auschwitz, în Polonia ocupată, sunt judecate pentru că au permis ca 300 de femei evreice aflate sub „protecția” lor aparentă să moară într-un incendiu, blocate într-o biserică ce fusese bombardată în timpul evacuării taberei. Incidentul a fost relatat într-o carte scrisă de una dintre puținele supraviețuitoare, care emigrase în Statele Unite după război; ea este principalul martor al acuzării la proces.
Michael este șocat să vadă că Hanna este unul dintre inculpați, declanșându-i un lanț de emoții complexe. Se simte vinovat pentru că a iubit un criminal cu sânge rece și, în același timp, este nedumerit de lipsa de împotrivire a Hannei când acceptă întreaga responsabilitate pentru supravegherea celorlalți gardieni, în ciuda dovezilor care dovedesc contrariul. Ea este acuzată că a scris raportul despre incendiu.
La început neagă acest lucru, apoi recunoaște, panicată să nu fie nevoită să furnizeze o mostră din scrisul ei. Michael, îngrozit, abia atunci înțelege că Hanna are un secret pe care refuză să-l dezvăluie cu orice preț - că este analfabetă. Așa se explică multe dintre acțiunile Hannei: refuzul ei de promovare în funcție care ar fi scutit-o de responsabilitatea de a le supraveghea pe acele femei și, de asemenea, teama ei dintotdeauna de a fi descoperită.
În timpul procesului, se dovedește că ea le lua pe femeile slabe și bolnave și le punea să-i citească înainte de a fi trimise în camerele de gazare. Michael nu este sigur dacă a vrut să le facă ultimele zile suportabile sau dacă le-a trimis la moarte pur și simplu ca să nu îi dezvăluie secretul.
Hanna este condamnată la închisoare pe viață, în timp ce celelalte femei primesc doar pedepse minore. După multă chibzuință, el alege să nu dezvăluie secretul ei de teamă să nu-i înrăutățească situația, întrucât relația lor era una interzisă pentru că el fusese minor la acea vreme.

### Partea a III-a
Au trecut mulți ani de la proces, Michael este acum divorțat și are o fiică. El încearcă să se împace cu sentimentele pentru Hanna și începe să înregistreze lecturi din cărți și să i le trimită la închisoare fără nicio scrisoare. Hanna începe să învețe singură să citească și apoi să scrie stângaci, împrumutând cărți din biblioteca închisorii și casete audio. Ea îi scrie lui Michael, dar el nu are curaj să-i răspundă. După 18 ani, Hanna este pe cale să fie eliberată, așa că Michael acceptă (după o lungă ezitare) să-i găsească o locuință și un loc de muncă, vizitând-o în închisoare. În ziua eliberării, în 1983, ea se sinucide, iar Michael este devastat. Michael află de la director că ea a citit cărți ale multor supraviețuitori proeminenți ai Holocaustului, cum ar fi Elie Wiesel, Primo Levi, Tadeusz Borowski și relatări despre lagăre. Hanna i-a lăsat o sarcină: să dea toți banii ei supraviețuitoarei incendiului din biserică.
Michael face o călătorie la New York pentru a o vizita pe femeia care fusese martoră la proces și care scrisese cartea despre marșul morții de iarnă de la Auschwitz. Ea observă conflictul lui teribil de emoții și el povestește în sfârșit despre relația din tinerețe cu Hanna. Descrie și căsătoria scurtă și rece și relația distantă cu fiica sa. Femeia înțelege, dar refuză totuși să ia economiile aduse de Michael din partea Hannei, spunând: „Folosirea acestor bani pentru ceva care are de-a face cu Holocaustul ar părea într-adevăr o izbăvire și asta nici nu îmi doresc și nici nu vreau să acord." Ea îi cere să doneze suma cum va crede el de cuviință; Michael alege o organizație de caritate evreiască pentru combaterea analfabetismului, în numele Hannei. Amintindu-și că i se furase o cutie din tabără când era copilă, femeia ia vechea cutie de ceai în care Hanna își păstrase banii și amintirile. Întors în Germania, și cu o scrisoare de mulțumire pentru donația făcută în numele Hannei, Michael vizitează mormântul Hannei după 10 ani pentru prima și singura dată.

## Elemente literare

### Stil
Tonul lui Schlink este succint; el scrie cu o „claritate glacială care dezvăluie și ascunde în același timp”, așa cum spune Ruth Franklin, un stil exemplificat de opacitatea capitolelor care se deschid cu fraze bruște, în puncte cheie din intrigă, cum ar fi prima propoziție a capitolului șapte: „În noaptea următoare m-am îndrăgostit de ea”. „Limbajul său clar și neîmpodobit sporește autenticitatea textului”, potrivit lui S. Lillian Kremer, iar capitolele scurte și intriga simplificată amintesc de romanele polițiste și sporesc realismul. Tema principală a lui Schlink este modul în care generația lui, și într-adevăr toate generațiile de după cel de-al treilea Reich, s-au străduit să se împace cu crimele naziștilor: „trecutul care ne marchează și cu care trebuie să trăim”. Pentru cohortele sale, a existat acea unică atitudine de a fi exonerați de orice vină și datoria de a cere socoteală generației părinților lor.
Relația asimetrică dintre Hanna și Michael pune în practică, în microcosmos, un pas de deux al germanilor mai în vârstă și mai tineri în anii postbelici. Michael concluzionează că „durerea prin care am trecut din cauza dragostei mele pentru Hanna a fost, într-un fel, soarta generației mele, o soartă germană”. Această idee se manifestă independent în scena în care studentul Michael face autostopul la lagărul de concentrare Natzweiler-Struthof în timpul procesului, pentru a-și forma ceea ce spera el să fie o idee asupra acelui loc. Șoferul care oprește este un bărbat în vârstă care îl întreabă îndeaproape despre ceea ce crede el că i-a motivat pe cei care au comis crimele. După ce acest bărbat povestește o anecdotă despre o fotografie cu evrei împușcați în Rusia, pe care se presupune că a văzut-o, dar care dovedește un nivel neobișnuit de perspectivă asupra a ceea ce ar fi putut gândi un ofițer nazist, Michael îl suspectează că el ar fi ofițerul respectiv și îl confruntă. Bărbatul oprește mașina și îi cere să coboare.

### Metafore
Germania a avut cea mai mare rată de alfabetizare din Europa; Ruth Franklin sugerează că analfabetismul Hannei a reprezentat ignoranța care a permis oamenilor obișnuiți să comită atrocități. Nicholas Wroe, în The Guardian, scrie și el despre legătura dintre analfabetismul Hannei și „analfabetismul moral” al celui de-al Treilea Reich, iar Ron Rosenbaum de la Slate spune că Hanna simbolizează „un substitut pentru poporul german și presupusa lor incapacitate de a „citi” semnele că au fost comise crime în masă în numele lor, de către concetățenii lor”.
Relația lui Michael cu Hanna, parțial erotică și parțial maternă, reprezintă relația ambivalentă a Germaniei de astăzi cu trecutul său nazist: trecutul este „mama” generației lui Michael, iar el descoperă în cele din urmă, ca și alți germani din generația sa, că „părinții” lui sunt cei vinovați. „Rușinea paralizantă, amorțirea psihică, eșecurile morale ale „norocoșilor născuți târziu” constituie accentul central al romanului”, scrie Suzanne Ruta în The New York Times. Michael nu se poate vindeca decât prin relația cu Hanna; Franklin susține că asta înseamnă că „Germania postbelică este bolnavă și poate începe să se vindece doar prin confruntarea cu trecutul nazist”. Richard Bernstein de la New York Times observă, de asemenea, că „Într-un anumit sens, Hanna poate fi văzută ca înlocuind dilema germană mai mare a amintirii și ispășirii”, dar preferă să nu citească romanul ca pe o alegorie.
Acestea fiind spuse, romanul este despre Michael, nu despre Hanna; titlul original german, Der Vorleser, indică în mod specific pe cineva care citește cu voce tare, așa cum face Michael pentru Hanna.
Cititorul abundă în referiri la reprezentări ale Holocaustului, atât externe, cât și interne narațiunii lui Michael, unele reale și altele inventate de Schlink. Dintre acestea din urmă, cea mai importantă este cartea supraviețuitorului marșului morții care constituie baza procesului împotriva Hannei. Este rezumată pe scurt și chiar citată pe scurt, deși titlul său nu este dat niciodată. Michael trebuie să o citească în engleză, deoarece traducerea în germană nu fusese încă publicată: „(A fost) un exercițiu nefamiliar și laborios la vremea aceea. Și, ca întotdeauna, limba străină, nestăpânită, încurcată, a creat o concatenare ciudată între distanță și apropiere.” Când reia lectura mai târziu, el spune: „Cartea este cea care creează distanța”. Pentru Michael, doar mass-media scrisă nu poate transmite o impresie completă despre Holocaust: victimele nu pot fi compătimite, iar asupritorii sunt prea vag vizualizați pentru a fi judecați. El nu poate obține acea empatie pentru a „face această experiență parte din viața sa internă”, potrivit lui Froma Zeitlin. Hanna, totuși, trăiește experiența opusă citind cărți ale supraviețuitorilor Holocaustului. 
La procesul ei, când îl întreabă pe judecător: „Tu ce ai fi făcut?” referitor la dacă ar fi trebuit să-și părăsească locul de muncă de la Siemens și să fie gardian, întrebarea indică faptul că ea nu știe că ar fi putut acționa diferit, iar declarația ei că nu a existat „nicio alternativă” susține o lipsă de responsabilitate morală. Ca urmare a rușinii ei de a fi analfabetă, Hanna nu numai că a permis să fie făcută responsabilă pentru cea mai mare parte a crimei, ci i-a și lăsat pe cei cu o mai mare parte de vină să scape de responsabilitatea deplină. Franklin scrie că acesta este nucleul moral al romanului - că Hanna, așa cum spune Michael, preferă expunerea ca asasină decât expunerea ca analfabetă - și, în opinia lui Franklin, romanul nu se poate recupera din debilitatea acestei poziții. Franklin consideră nu numai că este prea puțin plauzibil, dar implicația faptului că Hanna a ales acea slujbă și a acționat așa din cauza analfabetismului pare o tentativă de a o exonera. Nazismul ei a fost accidental, iar Franklin scrie că Schlink nu oferă nicio îndrumare despre cum să pedepsești o brutalitate săvârșită din conveniență, mai degrabă decât din ideologie.
Michael este conștient de faptul că toate încercările lui de a vizualiza cum ar fi putut fi Hanna atunci, ce s-a întâmplat, sunt influențate de ceea ce a citit și văzut în filme. Îi este greu să recunoască, dar se identifică cu victimele când află că de multe ori Hanna alegea un prizonier ca să-i citească, așa cum l-a ales mai târziu pe el, pentru ca apoi să trimită acea persoană la Auschwitz și la camera de gazare după câteva luni. O făcea pentru a ușura într-un fel ultimele luni ale condamnatului sau pentru a-și păstra secretul în siguranță? De aici provine incapacitatea lui Michael de a condamna și de a înțelege.

### Intertextualitatea
Cărțile citite în roman, atât de Michael către Hanna, cât și de Hanna însăși, sunt semnificative. Michael selectează texte din Iluminism, „cu accent pe idealuri morale și etice”, și texte clasice germane prin care încearcă să recupereze moștenirea germană. Printre acestea se numără Intrigă și dragoste de Friedrich Schiller și Emilia Galotti de Gotthold Lessing.
Katharina Hall scrie că romanul însuși se bazează pe cunoașterea intertextuală: „reproșează modelul Väterliteratur al anilor 1970 și 1980”, care descrie relația dintre prima și a doua generație; aici, însă, relația este mai degrabă sexuală decât parentală. Ea observă, de asemenea, invocarea tropilor din ficțiunea romantică comercială, deși rolurile de gen sunt inversate.

## Teme

### Amintire și istorie
Cititorul îi poartă pe cititorii săi în trecut prin prisma unui tânăr care se îndrăgostește de misterul unei femei mai în vârstă. Decorul acestei povești de dragoste are loc în Germania postbelică, mai ales în anii 1960, perioada când copiii au început să întrebe: „Tati, ce ai făcut în război?”. O eră compilată din multe amintiri și perspective diferite care au fost absorbite în ceea ce se numește istorie. Prin studiul istoriei și compararea amintirilor, termenul german „Vergangenheitsbewältigung (VGB)” a apărut în publicațiile literare, fiind definit ca „depășirea trecutului”. Protagonistul, Michael Berg, se confruntă cu situația dificilă de a afla că femeia pe care a iubit-o cândva a avut un rol activ în acțiunile oribile din Holocaust și se luptă cu amintirile rămase de atunci.
Schlink îi determină pe cititori să se pună în pielea lui Michael și întrebările influențează amintirile păstrate în istorie. Reflectează asupra responsabilităților următoarei generații și a modului în care își vor aminti evenimentele trecute. O formă suplimentară de amintire istorică este proiectul Lieux de mémoire. Un concept care ia în considerare studiul amintirii fie prin memoriale și monumente, fie prin orașe, simboluri și astfel de romane și ia în considerare efectul lor asupra modului în care este privită istoria astăzi.

## Receptare critică
Cititorul s-a vândut în 500.000 de exemplare în Germania. A primit mai multe premii literare și multe recenzii favorabile. În 2004, când rețeaua de televiziune ZDF a publicat o listă cu cele 100 de cărți preferate ale cititorilor germani, s-a clasat pe locul 14, a doua cea mai înaltă poziție pentru orice roman german contemporan de pe listă. Criticul Rainer Moritz de la Die Welt a scris că a dus „contrastul artistic dintre personal și public până la absurd”. Werner Fuld a scris în Focus că „nu trebuie să lași temele grozave să dispară, când poți scrie despre ele”. În 1998, Cititorul a primit premiul „Hans Fallada”, un premiu literar german.
Până în 2002, romanul fusese tradus în 25 de limbi. Scriind în The New York Times, Richard Bernstein l-a numit „elegant din punct de vedere filosofic (și) complex din punct de vedere moral”. Deși consideră că sfârșitul este prea abrupt, Suzanne Ruta a scris în New York Times Book Review că „fuziunea îndrăzneață a modelelor post-romantice și post-basme din secolul al XIX-lea cu istoria îngrozitoare a secolului al XX-lea formează o imagine emoționantă, sugestivă și în final o lucrare plină de speranță.” În continuare s-au vândut două milioane de exemplare în Statele Unite (multe dintre ele după ce a fost prezentat în Clubul de Carte al lui Oprah în 1999), 200.000 de exemplare în Marea Britanie, 100.000 în Franța, iar în Africa de Sud i s-a acordat premiul Boeke în 1999.
Principala critică la adresa cărții a fost modul în care Schlink a tratat culpabilitatea Hannei în Soluția finală. De la început a fost acuzat că a revizuit sau falsificat istoria. În Süddeutsche Zeitung, Jeremy Adler l-a acuzat de „pornografie culturală” și a spus că romanul simplifică istoria și își obligă cititorii să se identifice cu autorii. Dintre criticii de limba engleză, Frederic Raphael a scris că nimeni nu ar putea recomanda cartea „decât dacă are o ureche de tablă pentru ficțiune și un ochi orb pentru rău”. Ron Rosenbaum, criticând adaptarea cinematografică a filmului Cititorul, a scris că, deși germanii ca Hanna erau metaforic „analfabeți”, „ar fi putut auzi asta din gura lui Hitler în infama sa transmisiune radio din 1939 în Germania și în lume, amenințând cu exterminarea evreilor dacă va începe războiul. Trebuia să fii surd, mut și orb, nu doar analfabet... Trebuia să fii extrem de prost.” (este vorba despre declarația din 30 ianuarie 1939 către Reichstag, ulterior datată greșit în mod deliberat la 1 septembrie 1939).
Cynthia Ozick în Commentary Magazine l-a numit un „produs, conștient sau nu, al dorinței de a distrage (atenția) de la culpabilitatea unei populații educate normal într-o națiune faimoasă pentru Kultur”. Interpretarea romanului de către Ozick a fost contestată de Richard H. Weisberg, care a evidențiat un pasaj din roman în care Hanna îl lovește în mod repetat pe Michael cu o curea de piele, până la sânge. În opinia lui Weisberg, prin aceasta Schlink o face pe Hanna să revină la setările din lagărul de concentrare, amintindu-ne de sângerarea a milioane de oameni. Jeffrey I. Roth a răspuns că Ozick a citit greșit romanul și a confundat perspectiva naratorului imatur și impresionabil, Michael Berg, care o iubește pe Hanna și nu o poate condamna în totalitate, cu punctul de vedere al autorului, Bernhard Schlink, care scrie despre Hanna că „era cu adevărat brutală”. Roth a găsit în Hanna un personaj lipsit de compasiune care se comportă brutal și nu își acceptă niciodată pe deplin responsabilitatea penală, făcând neverosimilă sugestia lui Ozick, cum că Schlink ar fi intenționat să o compătimim pe Hanna și, prin extensie, cohortele ei naziste.
Pe măsură ce criticii romanului au argumentat din ce în ce mai mult bazându-se pe motive istorice, subliniind că toată lumea din Germania ar fi putut și ar fi trebuit să știe despre intențiile lui Hitler față de evrei, nu prea s-a discutat despre personajul Hanna care se născuse în afara Germaniei propriu-zise, în orașul Hermannstadt (Sibiul de astăzi), un centru de lungă durată al culturii germane din Transilvania, România. Primul studiu asupra motivelor pentru care germanii din Transilvania au intrat în SS a oferit un tablou complex. A apărut abia în 2007, la 12 ani de la publicarea romanului; în general, discuțiile despre Cititorul au plasat-o clar pe Hanna în contextul Germaniei.
Schlink a scris că „În Israel și New York cartea a fost apreciată de generația mai în vârstă”, dar cei din propria generație au fost mai predispuși să-l critice pe Michael (și incapacitatea lui de a o condamna definitiv pe Hanna). El a adăugat: „Am auzit această critică de mai multe ori, dar niciodată de la generația mai în vârstă, oameni care au trăit acele experiențe”.

## Adaptare cinematografică
Versiunea ecranizată, cu un scenariu de David Hare și regizat de Stephen Daldry, a fost lansată în decembrie 2008. Kate Winslet a interpretat-o pe Hanna, iar David Kross pe tânărul Michael și Ralph Fiennes pe bărbatul în vârstă. Bruno Ganz și Lena Olin au interpretat roluri secundare. Filmul a fost nominalizat la cinci premii Oscar, inclusiv pentru cel mai bun film. Winslet a câștigat Oscarul pentru cea mai bună  actriță în rol principal.